# Hatzfeld (Eder)
Hatzfeld (Eder) är en stad i Landkreis Waldeck-Frankenberg i Regierungsbezirk Kassel i förbundslandet Hessen i Tyskland.
Den tidigare kommunen Biebighausen uppgick i Hatzfeld (Eder) 1 juli 1971 följt av Eifa och Reddighausen  1 januari 1974.